# جائزة إيطاليا الكبرى 2001
جائزة إيطاليا الكبرى 2001 (بالإنجليزية: 2001 Italian Grand Prix)‏ هو سباق فورمولا 1 أقيم بتاريخ 16 سبتمبر 2001 في حلبة مونزا، إيطاليا. كان الخامس عشر من أصل 17 في بطولة العالم لسباقات الفورمولا واحد موسم 2001. حلّ الكولومبي خوان بابلو مونتويا أولا بينما جاء البرازيلي روبنز باركيلو في المركز الثاني وحصل على المركز الثالث الألماني رالف شوماخر.